# Championnes de France de natation en bassin de 50 m du 50 m nage libre
| Championnat | Lieu                             | Athlète                                | Naissance | Âge   | Club                                 | Temps           |
| ----------- | -------------------------------- | -------------------------------------- | --------- | ----- | ------------------------------------ | --------------- |
| 1963 hiver  | Marseille Piscine Vallier (25 m) | Brigitte Pommat                        |           |       | Stade français                       | 30 s 8          |
| 1963 été    | Paris Georges Vallerey           | non disputé                            |           |       |                                      |                 |
| 1964 hiver  | Marseille Piscine Vallier (25 m) | Noëlle Lefèvre                         |           |       | Stade français                       | 29 s 8          |
| 1964 été    | Paris Georges Vallerey           | non disputé                            |           |       |                                      |                 |
| 1965 hiver  | Marseille Piscine Vallier (25 m) | Noëlle Lefèvre                         |           |       | Stade français                       | 29 s 1          |
| 1965 été    | Paris Georges Vallerey           | -----                                  |           |       |                                      |                 |
| 1966 hiver  | Le Mans (25 m)                   | -----                                  |           |       |                                      |                 |
| 1980 hiver  | Bordeaux                         | Pascale Ducongé                        |           |       | Stade poitevin                       | 27 s 49 *       |
| 1980 été    | Brive-la-Gaillarde               | non disputé                            |           |       |                                      |                 |
| 1981 hiver  | La Rochelle                      | Carole Amoric                          |           |       | Club des Nageurs de Paris            | 27 s 20 RF *    |
| 1981 été    | Dunkerque                        | non disputé                            |           |       |                                      |                 |
| 1982 hiver  | Toulouse                         | Sylvie Boube                           | 1965      | 17    | Séméac O                             | 27 s 07 RF *    |
| 1982 été    | Megève                           | Carole Amoric                          | 1960      | 22    | Club des Nageurs de Paris            | 27 s 07 RF      |
| 1983 hiver  | Tours                            | Carole Amoric                          | 1960      | 23    | Club des Nageurs de Paris            | 27 s 17 *       |
| 1983 été    | Bordeaux                         | Sophie Kamoun                          | 1967      | 16    | CS Clichy                            | 26 s 87 RF      |
| 1984 hiver  | Strasbourg                       | Sophie Kamoun                          | 1967      | 17    | CS Clichy                            | 26 s 92         |
| 1984 été    | Paris Georges Vallerey           | Sophie Kamoun                          | 1967      | 17    | CS Clichy                            | 26 s 60 RF      |
| 1985 hiver  | Aix-en-Provence                  | Geneviève Pierron                      | 1965      | 30    | ASPTT Lyon                           | 27 s 09         |
| 1985 été    | Dunkerque                        | Sophie Kamoun                          | 1967      | 18    | CS Clichy                            | 26 s 52 RF      |
| 1986 hiver  | Rennes                           | Sophie Kamoun                          | 1967      | 18    | CS Clichy                            | 26 s 49 RF      |
| 1986 été    | Millau                           | Sophie Kamoun                          | 1967      | 19    | CS Clichy                            | 26 s 68         |
| 1987 hiver  | Mulhouse                         | Catherine Plewinski                    | 1968      | 19    | CNSR Cluses                          | 26 s 27 RF      |
| 1987 été    | Strasbourg                       | Sophie Kamoun                          | 1967      | 20    | CS Clichy                            | 26 s 71         |
| 1988 hiver  | Vittel                           | Catherine Plewinski                    | 1968      | 20    | CNSR Cluses                          | 26 s 15 RF      |
| 1988 été    | Dunkerque                        | Sophie Kamoun                          | 1967      | 21    | CS Clichy                            | 26 s 93         |
| 1989 hiver  | Forbach                          | Catherine Plewinski                    | 1968      | 21    | CNSR Cluses                          | 26 s 31         |
| 1989 été    | Paris Georges Vallerey           | Catherine Plewinski                    | 1968      | 21    | CNSR Cluses                          | 26 s 67         |
| 1990 hiver  | La Rochelle                      | Catherine Plewinski                    | 1968      | 22    | CNSR Cluses                          | 25 s 98         |
| 1990 été    | Narbonne                         | Sophie Kamoun                          | 1967      | 23    | CS Clichy 92                         | 26 s 64         |
| 1991 hiver  | Saint-Étienne                    | Sophie Kamoun                          | 1967      | 23    | CS Clichy 92                         | 26 s 98         |
| 1991 été    | Millau                           | Mylène Martin                          | 1971      | 20    | Dauphins du TOEC                     | 26 s 81         |
| 1992 hiver  | Dunkerque                        | Catherine Plewinski                    | 1968      | 24    | SC Abbeville                         | 25 s 97         |
| 1992 été    | Mennecy                          | Thérèse Guittet                        |           |       | ASPTT Nantes                         | 27 s 00         |
| 1993 hiver  | Mennecy                          | Julie Blaise                           | 1975      | 18    | Cercle des Nageurs de Cannes         | 26 s 44         |
| 1993 été    | Paris Georges Vallerey           | Sophie Kamoun                          | 1967      | 26    | CS Clichy 92                         | 26 s 89         |
| 1994 hiver  | Lille                            | Julie Blaise                           | 1975      | 19    | Cercle des Nageurs de Cannes         | 26 s 33         |
| 1994 été    | Aix-les-Bains                    | Julie Blaise                           | 1975      | 19    | Cercle des Nageurs de Cannes         | 26 s 66         |
| 1995 hiver  | Mennecy                          | Julie Blaise                           | 1975      | 20    | Cercle des Nageurs de Cannes         | 26 s 56         |
| 1995 été    | Canet-en-Roussillon              | Julie Blaise                           | 1975      | 20    | Cercle des Nageurs de Cannes         | 26 s 71         |
| 1996 hiver  | Dunkerque                        | Casey Legler                           | 1977      | 19    | Racing Club de France                | 26 s 32         |
| 1996 été    | Montpellier                      | Marianne Le Verge                      | 1979      | 17    | Cercle des Nageurs de Brest          | 26 s 69         |
| 1997        | Mennecy                          | Julie Blaise                           | 1975      | 22    | Cercle des Nageurs de Cannes         | 26 s 84         |
| 1998        | Amiens                           | Anne Françoise Glatre                  | 1979      | 19    | CN Lamballe                          | 27 s 08         |
| 1999        | Dunkerque                        | Solenne Figuès                         | 1979      | 20    | Dauphins du TOEC                     | 26 s 66         |
| 2000        | Rennes                           | Anne Françoise Glatre                  | 1979      | 21    | CN Lamballe                          | 26 s 55         |
| 2001        | Chamalières                      | Malia Metella                          | 1982      | 19    | USLM Pacoussines-Cayenne             | 26 s 39         |
| 2002        | Chalon-sur-Saône                 | Alena Popchanka Malia Metella          | 1979 1982 | 23 20 | Biélorussie USLM Pacoussines-Cayenne | 25 s 86 26 s 15 |
| 2003        | Saint-Étienne                    | Aliaksandra Herasimenia Malia Metella  | 1985 1982 | 18 21 | Biélorussie USLM Pacoussines-Cayenne | 25 s 37 25 s 70 |
| 2004        | Dunkerque                        | Malia Metella                          | 1982      | 22    | USLM Pacoussines-Cayenne             | 25 s 07 RF      |
| 2005        | Nancy                            | Malia Metella                          | 1982      | 23    | USLM Pacoussines-Cayenne             | 25 s 22         |
| 2006        | Tours                            | Malia Metella                          | 1982      | 24    | USLM Pacoussines-Cayenne             | 25 s 17         |
| 2007        | Saint-Raphaël                    | Malia Metella                          | 1982      | 25    | Dauphins du TOEC                     | 25 s 21         |
| 2008        | Dunkerque                        | Malia Metella                          | 1982      | 26    | Dauphins du TOEC                     | 24 s 87         |
| 2009        | Montpellier                      | Malia Metella                          | 1982      | 27    | Dauphins du TOEC                     | 24 s 69 RF      |
| 2010        | Saint-Raphaël                    | Aliaksandra Herasimenia Hanna Shcherba | 1985 1982 | 25 28 | Biélorussie ES Nanterre              | 25 s 17 25 s 61 |
| 2011        | Schiltigheim                     | Angéla Tavernier                       | 1983      | 28    | CN Cannes                            | 25 s 91         |
| 2012        | Dunkerque                        | Anna Santamans                         | 1993      | 19    | Olympic Nice Natation                | 25 s 16         |
| 2013        | Rennes                           | Anna Santamans                         | 1993      | 20    | Olympic Nice Natation                | 25 s 37         |
| 2014        | Chartres                         | Anna Santamans                         | 1993      | 21    | Olympic Nice Natation                | 25 s 01         |
| 2015        | Limoges                          | Anna Santamans                         | 1993      | 22    | Olympic Nice Natation                | 24 s 82         |
| 2016        | Montpellier                      | Anna Santamans                         | 1993      | 23    | Olympic Nice Natation                | 24 s 59         |
| 2017        | Schiltigheim                     | Anna Santamans                         | 1993      | 24    | Olympic Nice Natation                | 24 s 71         |
| 2018        | Saint-Raphaël                    | Charlotte Bonnet                       | 1995      | 23    | Olympic Nice Natation                | 24 s 78         |
| 2019        | Rennes                           | Charlotte Bonnet                       | 1995      | 24    | Olympic Nice Natation                | 24 s 77         |
| 2020        | Saint-Raphaël                    | Mélanie Henique                        | 1992      | 28    | Cercle des nageurs de Marseille      | 24 s 39         |